# Carla Pereira
Carla Pereira Docampo (Buenos Aires) es una animadora de stop motion argentina afincada en Valencia (España) y reconocida por su colaboración en diferentes producciones de animación internacionales.

## Trayectoria
Pereira comenzó sus estudios de Bellas Artes en Altea, España. Luego, trasladó su expediente a la Universidad San Carlos de Valencia, donde aceptó la oportunidad que le ofreció Javier Tostado para poder trabajar en el piloto de la serie Clay Kids, que le permitió descubrir que se quería dedicar al stop motion. Finalizó sus estudios como licenciada en Bellas Artes, Ilustración y Animación.
Dentro de su trayectoria profesional como animadora de stop motion, cabe destacar su participación en el primer largometraje de stop motion mexicano titulado Inzomnia (2014) y dirigido por Luis Téllez, el corto noruego Hakkebakkeskogen (2016), y la premiada Isla de perros (2018) dirigida por Wes Anderson. También ha trabajado en series como Clay Kids con Javier Tostado, Konijn & Konijntje, Twirlywoos y Clangers y en cortos como El criptozoólogo y Uróboros.
Es cofundadora del Colectivo Engranaje, que ha desarrollado diferentes spots publicitarios y videos promocionales. Está previsto para 2019 el estreno de su proyecto personal Metamorfosis, un corto que dirigirá junto a Juanfran Jacinto.